# Rio Hăşdate
O Rio Hăşdate é um rio da Romênia, afluente do Arieş, localizado no distrito de Cluj.